# Inuítes
Os inuítes (também chamados de inuit) são os membros da nação indígena que habitam as regiões árticas do Canadá, do Alasca e da Groenlândia. 
Os inuítes da Gronelândia são descendentes das migrações Thule do Canadá por volta de 1100 d.C. Embora a Gronelândia tenha se retirado das Comunidades Europeias em 1985, os inuítes da Gronelândia são cidadãos dinamarqueses e, como tal, permanecem cidadãos da União Europeia. Nos Estados Unidos, os Iñupiat do Alasca estão tradicionalmente localizados no Distrito de Northwest Arctic, na Encosta Norte do Alasca e na Ilha Diomedes Menor.

## História

### Origem
Não há registros sobre a sua origem.

### Primeiros contatos
Os inuítes são os descendentes do que os antropólogos chamam de povo Thule, Os Thule surgiram do oeste do Alasca por volta do ano 1000 d.C. Eles se separaram do grupo relacionado aos aleútes cerca de 4000 anos atrás e também de migrantes do nordeste da Sibéria. Eles se espalharam para leste através do Ártico. Os Thule foram responsáveis por deslocar a cultura relacionada aos Dorset, que eram chamados de Tuniit em Inuktitut, que foi a última grande cultura paleoesquimó.
As lendas inuítes falam dos Tuniit como "gigantes", pessoas que eram mais altas e mais fortes do que os inuítes. Com menos frequência, as lendas se referem aos Dorset como "anões". Os pesquisadores acreditam que a sociedade Inuíte teve vantagens ao se adaptar ao uso de cães como animais de transporte e ao desenvolver armas maiores e outras tecnologias superiores às da cultura Dorset. Por volta do ano 1100 d.C., os migrantes inuítes haviam chegado à Groenlândia Ocidental, onde se estabeleceram. Durante o século XII, eles também se estabeleceram no leste da Gronelândia.
Enfrentando pressões populacionais dos Thule e outros grupos circundantes, como os povos algonquinos e falantes sioux, ao sul, os Tuniit gradualmente recuaram. Os Tuniit eram considerados extintos como povo por volta de 1400 ou 1500. Mas, em meados da década de 1950, o pesquisador Henry B. Collins determinou que com base nas ruínas encontradas em Native Point, na Ilha Southampton, os Sadlermiut eram provavelmente os últimos remanescentes da cultura Dorset, ou Tuniit. A população Sadlermiut sobreviveu até o inverno de 1902-1903, quando a exposição a novas doenças infecciosas trazidas pelo contato com os europeus levou à sua extinção como povo.
No início do século XXI, pesquisas de DNA mitocondrial humano apoiaram a teoria da continuidade entre os Tuniit e o povo Sadlermiut. Também forneceu evidências de que não ocorreu deslocamento populacional dentro das Ilhas Aleutas durante a transição entre as culturas Dorset e Thule. Em contraste com outras populações Tuniit, os aleútes e Sadlermiut se beneficiaram tanto do isolamento geográfico quanto de sua capacidade de adotar certas tecnologias Thule.[carece de fontes?]
No Canadá e na Gronelândia, os inuítes circulavam quase exclusivamente ao norte da "linha de árvores árticas", a fronteira efetiva sul da sociedade Inuíte. A comunidade Inuíte mais ao sul "oficialmente reconhecida" no mundo é Rigolet. em Nunatsiavut.
Ao sul de Nunatsiavut, os descendentes dos inuítes do sul de Labrador em NunatuKavut continuaram com seu estilo de vida semi-nômade transumante tradicional até meados dos anos 1900. O povo Nunatukavummuit geralmente se movia entre ilhas e baías sazonalmente. Eles não estabeleciam comunidades estacionárias. Em outras áreas ao sul da linha das árvores, culturas indígenas não inuítes estavam bem estabelecidas. A cultura e tecnologia da sociedade Inuíte que funcionavam tão bem no Ártico não eram adequadas para regiões subárticas, então eles não deslocaram seus vizinhos do sul.[carece de fontes?]
Os inuítes tinham relações comerciais com culturas mais ao sul; disputas de fronteira eram comuns e deram origem a ações agressivas. Guerras não eram incomuns entre aqueles grupos inuítes com densidade populacional suficiente. inuítes como os Nunamiut (Uummarmiut), que habitavam a área do delta do rio Mackenzie, muitas vezes se envolviam em conflitos armados. Os inuítes mais escassamente instalados no Ártico Central, no entanto, faziam isso com menos frequência.[carece de fontes?]
Quando os europeus tiveram o primeiro contato com os inuítes, estes já haviam estabelecido contato com os Vikings que se estabeleceram na Gronelândia séculos antes. As sagas vikings registraram encontros com os "skrælingar", provavelmente um rótulo não diferenciado para todos os povos indígenas que os vikings encontraram, seja Tuniit, Inuíte ou Beothuk.
Após cerca de 1350, o clima ficou mais frio durante o período conhecido como a "Pequena Idade do Gelo". Durante este período, os nativos do Alasca conseguiram continuar suas atividades de caça à baleia. No entanto, no Alto Ártico, os inuítes foram forçados a abandonar seus locais de caça e pesca à baleia, uma vez que as baleias-da-groenlândia desapareceram do Canadá e da Groenlândia. Esses inuítes tiveram que subsistir com uma dieta muito mais pobre e perderam o acesso aos materiais essenciais para suas ferramentas e arquitetura, que anteriormente obtinham da caça às baleias.
A mudança climática forçou os inuítes a migrarem para o sul, empurrando-os para nichos marginais ao longo das bordas da linha das árvores. Essas eram áreas que as Primeiras Nações não haviam ocupado ou onde eram frágeis o suficiente para que os inuítes pudessem viver perto deles. Os pesquisadores têm dificuldade em definir quando os inuítes pararam essa expansão territorial. Há evidências de que os inuítes ainda estavam se movendo para novos territórios no sul de Labrador quando começaram a interagir com os colonos europeus no século XVII.[carece de fontes?]

### Colonização europeia

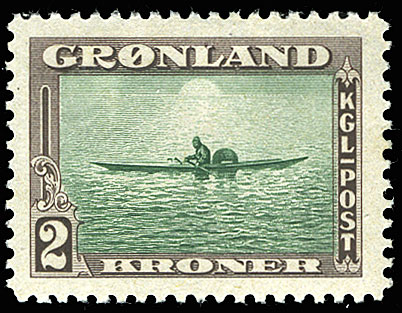
Selo groenlandês de 1945 mostrando um pescador inuíte

No fim do século XVIII, a Companhia da Baía do Hudson estava funcionando com vários postos de comércio no território inuítes.

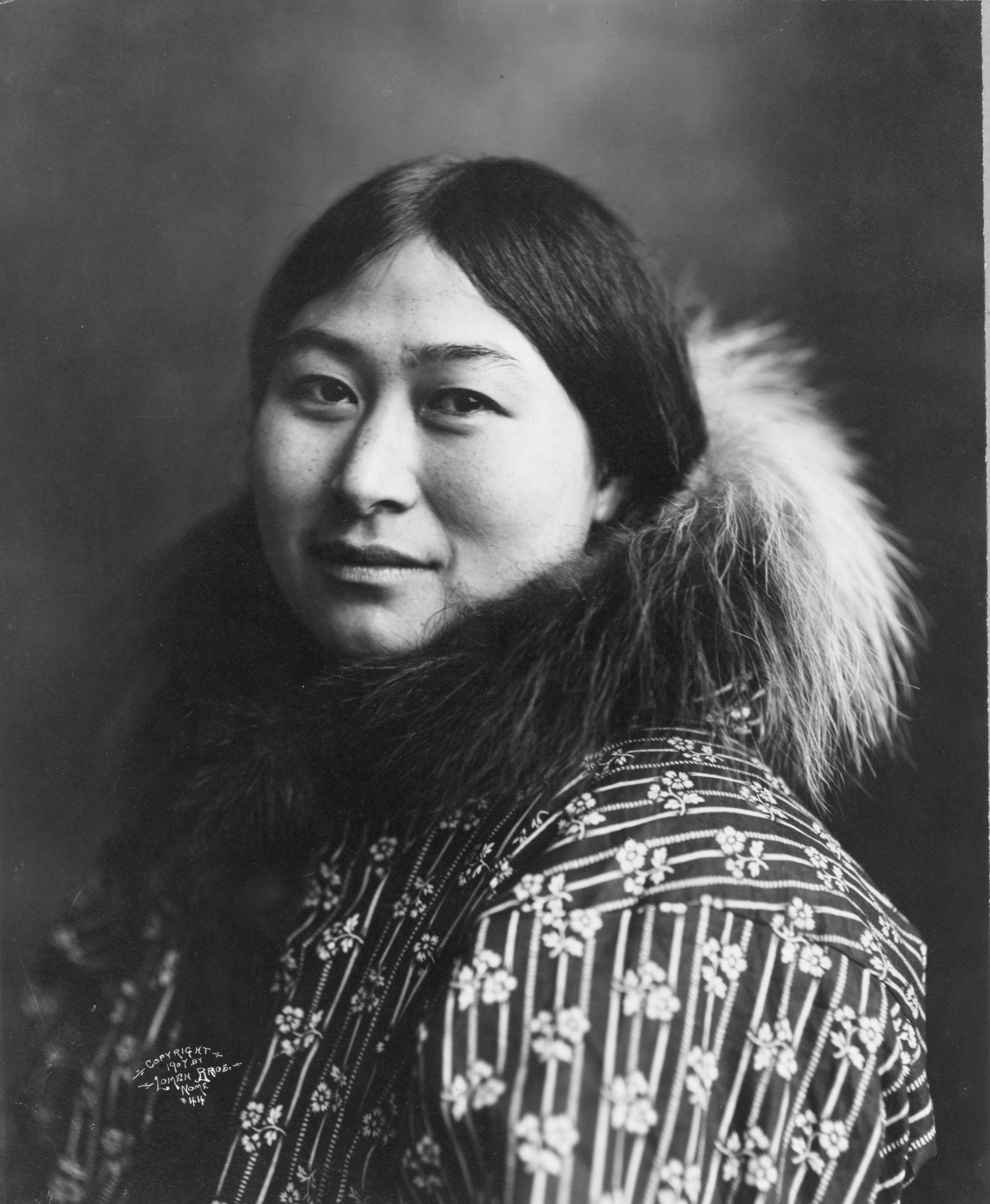
Mulher inuíte em 1907

Durante o século XIX, operações madeireiras substituíram o comércio de peles. Esta nova atividade, combinada com movimento de pessoas vindas da vila de Saint-Lawrence, privou os inuítes de muitas de suas áreas de caça. Por este motivo eles moveram-se mais para o norte, mas em vão, porque a colonização logo os alcançaram na distante região do lago Saint-Jean,ao mesmo tempo em que o governo canadense criava as primeiras vilas: Mashteuiatsh, Les Escoumins e Betsiamites. Na parte inicial do século, operações de mineração e a construção das barragens de hidrelétricas alteraram profundamente o resto do território tradicional dos inuítes. Clubes privados ocuparam os melhores lugares de caça e pesca nos rios de salmão, como resultados disto os inuítes tiveram problema em acessar os recursos que anteriormente provinham seu modo de vida.

### Na atualidade

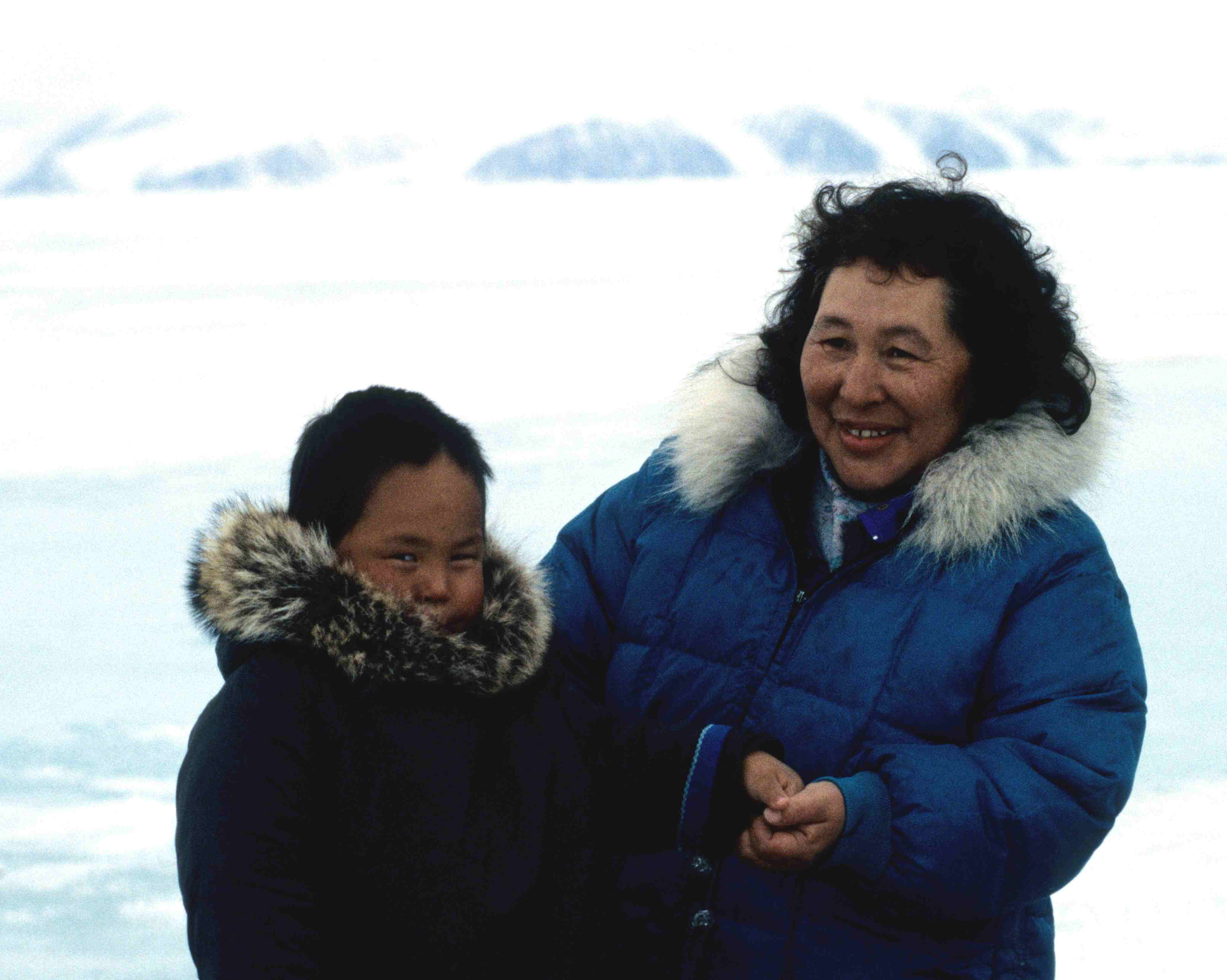
Avó e neto, Nunavut, 1995

Por volta de 1950, o governo federal do Canadá criou novas reservas: Uashat,  Maliotenam, Natashquan, La Romaine, Matimekosh e Mingan. Os inuítes também moravam em Pakua Shipi, embora esta área não tivesse a designação de "reserva indígena".
Nas últimas décadas, os inuítes recuperaram algumas das áreas de sobrevivência que tinham sido tomadas pelas grandes companhias. A economia das comunidades de Mingan, La Romaine e Natashquan é altamente ligada à pesca do salmão. Os inuítes são conscientes do potencial econômico da indústria do turismo em suas terras; para obter o máximo disto, os atikamekw e os inuítes estão negociando com o governo federal e governo provincial para equitativamente repartir os recursos usados por ele para produzir uma nova divisão das forças em suas terras ancestrais.

## O povo inuíte

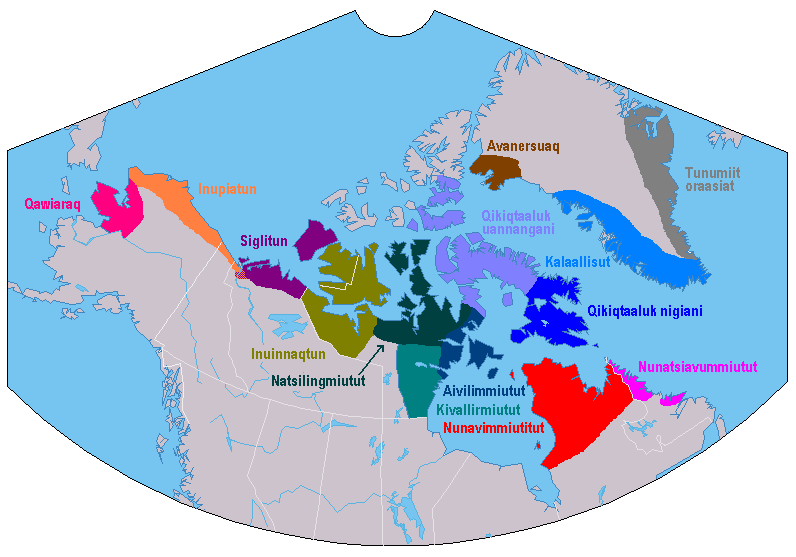
Distribuição geográfica de variantes da língua inuíte

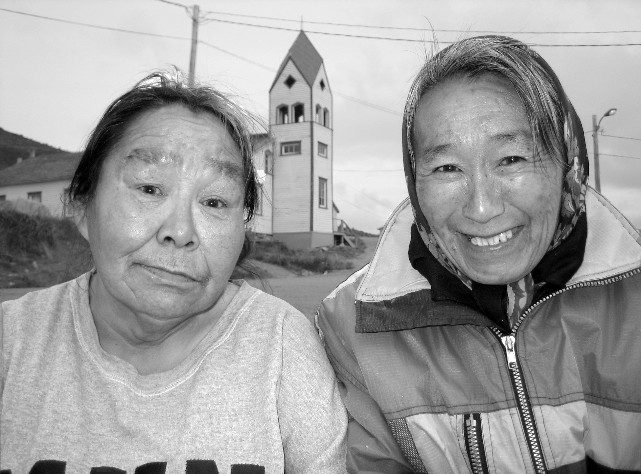
[http://www.pbase.com/perrona/inuit__cree_rupert__river Mulher Inuit Nain Labrador

Inuíte significa povo em inuktitut (seu idioma) e é o nome genérico para grupos humanos culturalmente relacionados que habitam o Ártico, com características físicas que ajudam a sobreviver no frio. Os cílios são pesados, para proteger os olhos do brilho do Sol que é refletido no gelo, e seu corpo é geralmente baixo e robusto, conservando mais o calor.
Os inuits vivem no Ártico há milhares de anos e conservam grandes experiências de sobrevivência no gelo. Além disso, são caçadores de focas muito habilidosos e grandes pescadores também, o que lhes garante uma boa alimentação mesmo no rigoroso inverno do Ártico.
Os inuítes são povos tradicionais que aprenderam a conviver com o clima polar de sua região. Ao longo de sua história, desenvolveram técnicas para a caça e a pesca em condições muito adversas, sob temperaturas muito abaixo de zero. Suas habilidades tradicionais permitiram a construção de moradias com materiais simples, mas que oferecem razoável segurança e conforto em relação às condições naturais. Possuem um conhecimento astronômico muito rico, assim como a habilidade de se orientarem em meio à uniformidade das áreas cobertas por gelo onde vivem.
Atualmente, poucos deles vivem de acordo com suas tradições mais antigas. O contato com os europeus já abrange séculos, o que resultou na assimilação de técnicas, costumes e hábitos que conhecemos, inclusive a religião cristã.
Os assuntos religiosos eram cuidados pelo xamã da tribo. Além de tudo, acreditavam numa espécie de alma, chamada de Inua.